# عصبون وارد
العصبونات الواردة أو الألياف العصبية الواردة هي محاور عصبية تَجلب (تُورّد) المعلومات أو الإشارات العصبية من كافة أجزاء الجسم إلى الجهاز العصبي المركزي، مقابل العصبونات الصادرة أو الألياف العصبية الصادرة والتي هي محاور عصبية تَخرج (تَصدر) من الجهاز العصبي متجهة نحو كافة أجزاء الجسم. ويختلف هذان المصطلحان قليلا باختلاف استخدامهما في سياق الجهاز العصبي المحيطي والجهاز العصبي المركزي.
ففي الجهاز العصبي المحيطي تكون العصبونات الصادرة أو الواردة دائما من منظور الحبل الشوكي (انظر الشكل). فالعصبونات الواردة بالنسبة للجهاز العصبي المحيطي هي العصبونات الحسية التي تحمل المعلومات الحسية من كافة أنحاء الجسم إلى الحبل الشوكي. أما العصبونات الصادرة بالنسبة للجهاز العصبي فهي التي تشكل الأعصاب الحركية التي تحمل إشارات الحركة من الحبل الشوكي إلى العضلات.
أما في الجهاز العصبي المركزي فينظر إلى العصبونات الواردة والصادرة من منظور المناطق الدماغية، بمعنى أن كل منطقة دماغية لديها مجموعة فريدة من العصبونات الواردة والصادرة، وبالتالي ففي الجهاز العصبي المركزي تكون العصبونات الواردة هي العصبونات القادمة نحو هذه المنطقة، أما العصبونات الصادرة فهي العصبونات المغادرة لهذه المنطقة.

## التركيب

تنظيم الجهاز العصبي - النظام الحسي والحركي

يقع جسم العصبون الوارد في العقد العصبية الخاصة بالجهاز العصبي المحيطي، ويغادر محور هذا العصبون من عقدة إلى عقدة وصولا إلى الحبل الشوكي، ومعظم هذه العصبونات عبارة عن عصبونات أحادية القطبي، أي أنها تحتوي على محور عصبي واحد (ومن هنا جائت التسمية) يخرج من جسم العصبون ويتجه أحد طرفيه نحو الجهاز الحسي. وتُسخدم كل المحاور العصبية الموجودة في الجذر الظهري في تنبيغ المعلومات الحسية الجسدية والتي تشمل الألم واللمس ودرجة الحرارة والحكة والتمدد.

### الأنواع
تتضمن أنواع العصبونات الورادة كل من العصبونات الواردة الجسدية العامة والخاصة، الأعصاب الواردة الحشوية العامة والخاصة.
| النوع         | أولي/ ثانوي | الاستجابة                                                                     |
| النوع الأول أ | أولي        | الاستجابة لمعدل التغير في طول العضلات، وكذلك التغير في السرعة، والتكيف السريع |
| النوع الأول ب | غير معلوم   | في عضو غولجي الوتري، ويستجيب لتغيرات التوتر العضلي                            |
| النوع الثاني  | ثانوي       | التزويد بإحساس التموضع للعضلات، ويرسل إشارات إذا كانت العضلة ثابتة            |

## الوظيفة
يوجد في الجهاز العصبي ما يعرف بنظام «الحلقة المغلقة» في الإحساس والقرار وردود الأفعال، حيث تتم هذه العملية من خلال نشاط العصبونات الحسية، العصبونات المتوسطة، والعصبونات الحركية.
فعلى سبيل المثال يخلق اللمس أو التنبيه المؤلم إحساسًا في الدماغ بعد أن تنتقل المعلومات المتعلقة بهذا التنبيه عبر العصبونات الواردة، والتي تُمثل عصبونات زائفة أحادية القطب لديها محور عصبي واحد به فروع طرفية ومركزية قصيرة، وليس لهذه العصبونات زوائد شجرية. كما أن جسم هذه العصبونات ناعم ومستدير، وبمجرد خروج هذه العصبونات من النخاع الشوكي تتجمع الآلاف من أجسامها في انتفاخ موجود في الجذر الظهري يُعرف باسم العقدة الجذرية الظهرية.